# توم فورد (لاعب كرة قاعدة)
توم فورد (بالإنجليزية: Tom Ford)‏ هو لاعب كرة قاعدة أمريكي، ولد في أكتوبر 1866 في تشاتانوغا في الولايات المتحدة، وتوفي بنفس المكان في 27 مايو 1917.